# 麻生希
麻生 希（あそう のぞみ）は、日本の元AV女優である。東京都出身。

## 略歴・人物
身長170cmの10頭身でバービー人形のようなスタイルのお嬢様系女優としてデビューした。母親はフィリピン人。
初体験は19歳の時、彼氏と。アダルトビデオに出演することを決めた理由は、「社会人になったのを機会に親の敷いたレールから外れたいと思ったため、デビュー作は大学の卒業式の日に撮影した」という設定であった。
AVデビューに先立って、2012年5月18日にニコニコ生放送を行い、5月19日にはライブチャットを行った。5月25日、『千原ジュニアの映画製作委員会』に出演し、紗倉まな・綾瀬れんと共演。6月に「麻生希 AV DEBUT」でSODクリエイトからAVデビュー。同年6月29日、7月5日に行う顔射解禁ロケの汁男優20人の公募がAV監督の新保英之により行われた。
2012年6月、中国で仕事をし、それがきっかけで新浪微博のアカウントも作っていた。
2013年4月、松すみれと共に「第10回中国国際成人保健及生殖健康展覧会」に参加し、絶大な人気を集めた。
容姿が台湾の女優の林志玲（リン・チーリン）と似ているため、中国語圏では「小林志玲」（小リン・チーリン）とも呼ばれる。
2014年にSODより引退が発表されたが、同年9月にMAXING専属として復帰した。
2014年9月にChaCha Promotion所属。タレントとしても復帰する。
2016年6月、麻薬及び向精神薬取締法違反容疑で逮捕・起訴された（詳しくは後述）。同年7月、懲役1年6か月・執行猶予3年の判決を受ける。
2016年7月、MAXINGが麻生との契約終了を発表した。その後は、フリーでアダルトビデオに出演。同時にキャバクラにも勤務。
2018年3月、覚醒剤取締法容疑で逮捕・起訴される（詳しくは後述）。同年11月21日、横浜地方裁判所は懲役1年8か月の実刑判決を下した。

## 薬物事件
2016年6月20日、麻薬及び向精神薬取締法違反容疑で逮捕され、同年7月25日に懲役1年6か月、執行猶予3年の判決を受けた。
その後、2016年9月14日にTwitterにて謝罪動画を公開したことが報じられた。また『週刊実話』の2016年9月29日号（9月15日発売）で「出直しヘアヌード」と題して巻頭グラビアを飾り、逮捕に関するインタビューにも応じた。このインタビューの中で麻生は、逮捕日・判決日や判決内容を自ら説明し、仕事や私生活でのストレスから薬物に手を出してしまったと語り、ファンを失望させAV業界全体に悪印象を与えたことを謝罪した。そして「二度と裏切ることはしない」と再犯しないことを誓い、「もう一度だけ麻生希という女優を見守っていただきたいです」と述べてAV女優としての復帰を希望した。所属事務所も麻生の復帰を支援する意向を示した。
2018年3月、覚せい剤取締法違反（所持）容疑で関東信越厚生局麻薬取締部横浜分室に逮捕され、横浜地方裁判所に起訴された。この時、本名と実年齢（当時33歳）が公表された。また、一緒に逮捕された男性（当時27歳）の裁判で、麻生が妊娠していることが証言された。子供はその後、拘置所で死産したという。
2018年11月21日、横浜地方裁判所は麻生に対し懲役1年8か月の実刑（ただし刑期のうち4か月は、2年間の保護観察付きの執行猶予）判決を下した。2019年10月現在、服役していたが、その後出所。

## 作品

### アダルトビデオ
SODクリエイト専属期間
| 発売日   | タイトル | 規格品番 | 備考   |
| 2012年   | 2012年 | 2012年   | 2012年 |
| -------- | --- | -------- | ------ |
| 6月7日   | 麻生希 AV DEBUT | STAR-362 |        |
| 7月5日   | 麻生希 アナタのおち〇ぽミルクを初ごっきゅん♥                                                                                            | STAR-364 |        |
| 8月9日   | 麻生希 初激イキ!×6コスプレ!×4FUCK!3時間SP                                                                                               |          |        |
| 9月6日   | 麻生希 初めての顔射と発情SEX |          |        |
| 10月6日  | 麻生希 見つめ合い・感じ合い・求め合う…本気SEX「忍び撮り」4本番                                                                          |          |        |
| 11月8日  | 麻生希 初体験づくしで「お漏らし」が止まらないお嬢様                                                                                     |          |        |
| 12月20日 | 麻生希 超高級ソープ嬢 | STAR-389 |        |
| 12月20日 | 新感覚!目と耳で貴方を欲情させる淫語の嵐「淫字語しようよ!」SOD STARS SUPER SPECIAL 紗倉まな・麻生希・椎名理紗・SOD女子社員 宣伝部 桜井彩 |          |        |
| 2013年   | |          |        |
| 1月10日  | 麻生希 SUPER BEST COLLECTION Vol.1 | STAR-403 |        |
| 1月24日  | 24時間 いつでもどこでも即ハメ | STAR-395 |        |
| 2月21日  | 麻生希 性欲、覚醒 Rebirth | STAR-404 |        |
| 3月23日  | 麻生希 美人CAの卑猥な腰つき 欲情AIR LINE                                                                                                |          |        |
| 4月25日  | 麻生希 STANDING SEX |          |        |
| 5月23日  | 麻生希 癒されたい男達が最後に辿り着く究極の超高級性感エステサロン                                                                       |          |        |
| 6月20日  | 麻生希 激イキ!×激吹き!×12コスプレ!×6FUCK!4時間SP                                                                                        |          |        |
| 7月18日  | 今でもアナタを愛してる 背徳と凌辱の果てに… 美しき未亡人                                                                                 |          |        |
| 8月22日  | お嬢様の厭らしい股間 |          |        |
| 9月19日  | 美しいお嬢様と卑猥なフェラチオ |          |        |
| 10月24日 | 美しいお嬢様の濃密な接吻と淫靡な口唇 |          |        |
| 11月21日 | 美しいお嬢様のお下品な淫語と淫らな騎乗位                                                                                                |          |        |
| 12月19日 | 麻生希 初中出し天国 |          |        |
| 2014年   | |          |        |
| 1月23日  | 麻生希 激ピストン 無限突き大乱交 |          |        |
| 2月20日  | 紗倉まな×麻生希 Wキャスト ご奉仕天国 |          |        |
| 2月20日  | 紗倉まな×麻生希 Wキャスト 激イキ地狱 |          |        |
| 3月20日  | 麻生希 中出し超高级ソープ嬢 |          |        |
| 4月24日  | 麻生希 ぶっかけ×ごっくん×50発超!僕たちのザーメンをおいしく飲んでくれるイヤラシイ保健室の先生                                            |          |        |
| 5月22日  | 麻生希 電撃引退 女教師中出し輪姦レイプ                                                                                                  |          |        |
| 6月19日  | 麻生希 『私の、すべて』引退記念作品集                                                                                                   |          |        |

MAXING専属期間
| 発売日   | タイトル                                                                                                  | 規格品番 | 備考       |
| 2014年   | 2014年 | 2014年   | 2014年     |
| -------- | --- | -------- | ---------- |
| 9月16日  | 電撃復活!!麻生希 肉食系エログラマラス                                                                     |          |            |
| 10月16日 | 日焼けあと×ごっくんFUCK 麻生希                                                                            |          |            |
| 11月16日 | 麻生希×ボンテージQUEEN                                                                                    |          |            |
| 12月16日 | 未亡人奴隷 麻生希                                                                                         |          |            |
| 2015年   | |          |            |
| 1月16日  | 精子ヌキ狂い30連発! 麻生希                                                                                |          |            |
| 2月16日  | Rapist〜他人に性的関係を強いる女〜                                                                        |          |            |
| 3月16日  | イキまくる絶頂女神。 麻生希                                                                               |          |            |
| 4月16日  | 別顔キャビンアテンダント 麻生希                                                                           |          |            |
| 5月16日  | 淫乱痴女ごっくんナース×麻生希                                                                             |          |            |
| 6月16日  | 汗だくFUCK4本番 麻生希                                                                                    |          |            |
| 7月16日  | 昏睡キメセク〜媚薬×催眠×泥酔〜                                                                            |          |            |
| 8月16日  | 風俗ちゃんねる42 麻生希                                                                                   |          |            |
| 9月1日   | 美人OL中出しバス痴漢レイプ 麻生希                                                                         |          |            |
| 9月16日  | 今すぐヤりたい!再降臨・超絶美女神 麻生希 5時間                                                            |          | 個人ベスト |
| 10月16日 | 淫縛 〜喉奥と顔面に絡みつく精液〜                                                                         |          |            |
| 11月16日 | 中出しマ●コ、くぱぁ。 麻生希                                                                              |          |            |
| 12月16日 | Fucking Machine SEX 麻生希                                                                                |          |            |
| 2016年   | |          |            |
| 1月16日  | 性玩具にされた美人女教師 平気な顔で生徒を性的虐待するサディスティック美人女教師を男子生徒たち皆で特別学習 |          |            |
| 2月16日  | 今すぐヤりたい!再降臨・超絶美女神 麻生希 5時間 Vol.02                                                     |          | 総集編     |
| 3月16日  | 今すぐヤりたい!再降臨・超絶美女神 麻生希 5時間 Vol.03                                                     |          | 総集編     |
| 4月16日  | 四肢縛兎 -ししばくと-                                                                                     |          |            |
| 7月16日  | 高画質で魅せる麻生希のフェラチオ 5時間                                                                    |          | 総集編     |

専属契約解除後
| 発売日  | タイトル                                                                                           | 規格品番 | メーカー           | 備考   |
| 2017年  | 2017年                                                                                             | 2017年   | 2017年             | 2017年 |
| ------- | -------------------------------------------------------------------------------------------------- | -------- | ------------------ | ------ |
| 1月7日  | 女体拷問研究所 THE THIRD JUDAS Episode-9 悲愴発狂スーパーモデル捜査官 子宮と宇宙と絶頂の凄絶なる渦 |          | Baby Entertainment |        |
| 2月13日 | 淫語中出しソープ 59                                                                                |          | AVS Collector's    |        |
| 2月25日 | 紅蓮のアマゾネスinオスビッチ女体開発研究所 処刑台の雄 残酷な淫女と発狂しながらイク男               |          | AVS Collector's    |        |
| 5月19日 | 麻生クラッシュ 淫獣パラノイア                                                                      |          | ドグマ             |        |
| 7月13日 | 猥褻RQ〜10頭身スレンダーBODYの蒸れた股間〜                                                         |          | AVS Collector's    |        |
| 7月25日 | 洗脳していいなりになるか実験してみた 3                                                             |          | セレブの友         |        |
| 8月19日 | 淫乱マンズリジャンキー                                                                             |          | ドグマ             |        |
| 8月25日 | 完全拘束・完全支配 強制イラマチオ                                                                  |          | KMP/REAL           |        |

### アダルトイメージビデオ
| 発売日         | タイトル                  | 規格品番 | メーカー                 |
| -------------- | ------------------------- | -------- | ------------------------ |
| 2012年10月18日 | お嬢様はお熱いのがお好き! | ISCR-006 | SODクリエイト            |
| 2013年11月28日 | エロキュート 麻生希       |          | オルスタックピクチャーズ |

### モデル
- スーパー・ポーズブック ヌード●足・脚&脚線美編（2013年10月18日、コスミック出版）

## 出演

### 映画
- 大性豪（2014年、香港） - 麻生希 役

### Vシネマ
- 愛の一滴〜汁男の恋〜（2013年、主演）
- 人妻トラッカー陽菜（2013年、陽菜）
- コスプレ探偵（2013年）
- 爆烈さすらいスロッター椿（2013年）※R15作品
- 銭湯童貞 風呂屋バイト・ケンちゃんの初体験物語（2015年）

### テレビ番組
- コトバの法則（2012年9月26日、日本テレビ）
- おとなの子守唄（2012年10月、サンテレビ）- 106 - 109回ゲスト
- 国光帮帮忙[注 1]（2014年11月4日放送回ゲスト）

### パチンコ
- CRジューシーハニー（2014年12月、サンセイアールアンドディ）

## 書籍

### 写真集
- らぶぱら（2013年8月2日、竹書房、撮影：マキハラススム）ISBN 978-4812495247
- Black or White（2015年2月11日、双葉社、撮影：横内禎久）ISBN 978-4575308235

### 雑誌
- ザ・ベストマガジンオリジナル 表紙・グラビア（2012年7月16日発売）
- ヤングチャンピオン烈（2012年8月21日発売）[23]
- ユカイライフ（女性向け高収入求人情報フリーマガジン） 表紙・グラビア 2012年10月4日発行
- 素顔の女神たち（2013年8月22日、三和出版）
- 週刊実話（2016年9月29日号、2016年9月15日発売） 「薬物逮捕の麻生希 裸一貫出直しヘアヌード」グラビア、インタビュー[17]

### カレンダー
- 麻生希 2016年カレンダー（2015年10月17日、ハゴロモ）